# پاتریشیا سوسا

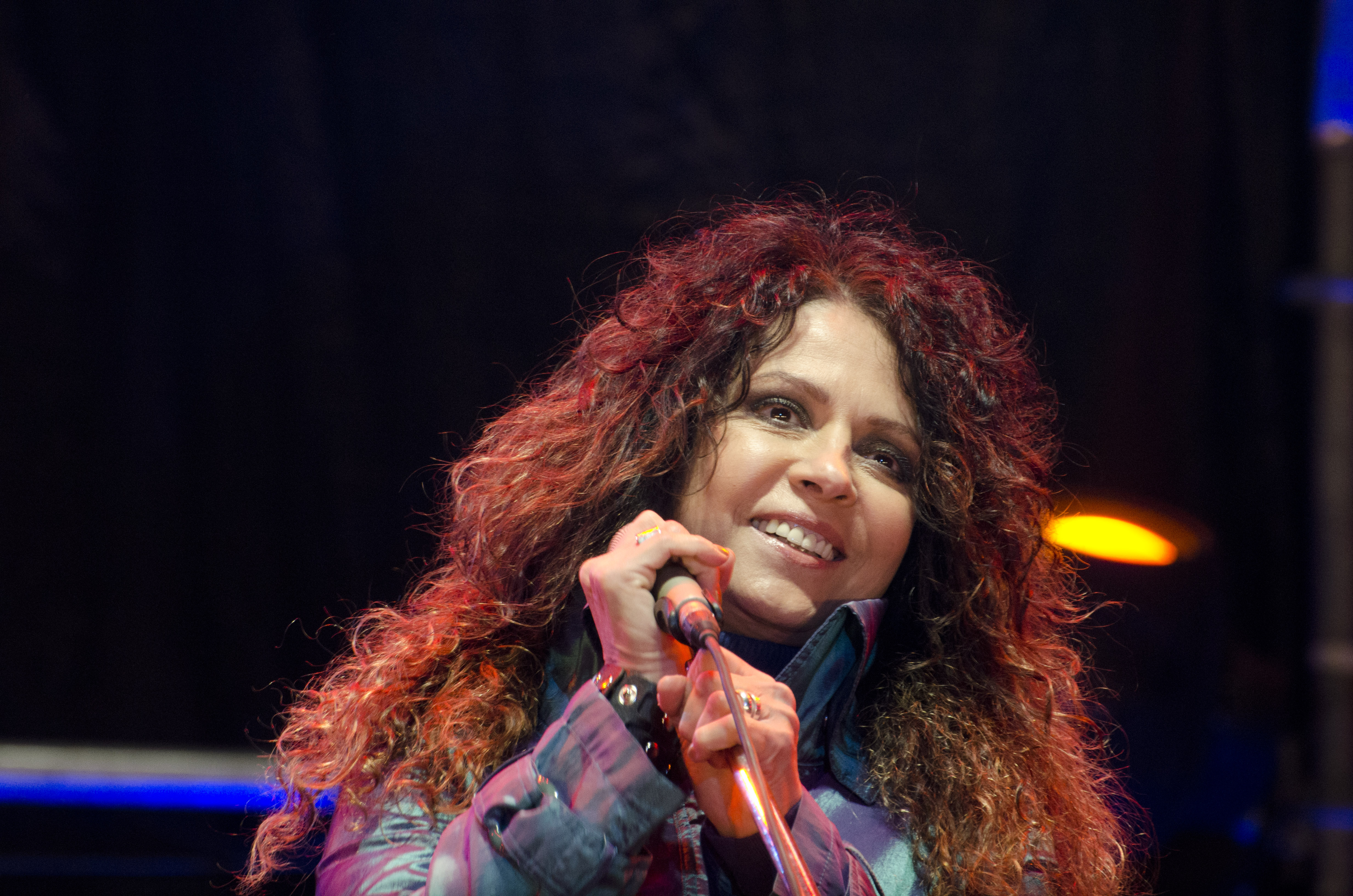

پاتریشیا النا سوسا (باراکاس، بوئنوس آیرس، ۲۳ ژانویه ۱۹۵۶) خواننده، ترانه‌سرا و بازیگر آرژانتینی است که در اواسط دهه ۱۹۷۰ رهبر گروه Nomady Soul بود. بعدها، در دهه هشتاد، او صداپیشگی گروه La Torre را بر عهده گرفت و سپس به عنوان تکنواز فعالیت داشت.
فعالیت موسیقایی او در سال ۱۹۷۶ با پیوستن به گروه Nomady Soul آغاز شد که در آن به زبان‌های انگلیسی و اسپانیایی آواز خواند. او مجبور بود با دسیسه مخاطبانی که او را به عنوان اولین خواننده یک گروه هارد راک با توهین پذیرفتند، مقابله کند.
در سال ۱۹۸۵، بنیاد Konex به او دیپلم شایستگی را به عنوان یکی از پنج خواننده برتر تاریخ راک آرژانتینی اعطا کرد. در اواخر دهه هشتاد، او دو تور گسترده در اتحاد جماهیر شوروی آن زمان با لا توره برگزار کرد.